# Туороказале (Казерта)
Туороказале је насеље у Италији у округу Казерта, региону Кампанија.
Према процени из 2011. у насељу је живело 67 становника. Насеље се налази на надморској висини од 280 м.